# Eleanor Beardsley
 (mai 2025).
Si vous disposez d'ouvrages ou d'articles de référence ou si vous connaissez des sites web de qualité traitant du thème abordé ici, merci de compléter l'article en donnant les références utiles à sa vérifiabilité et en les liant à la section « Notes et références ».
Pour les articles homonymes, voir Beardsley.
 (septembre 2022).
La mise en forme du texte ne suit pas les recommandations de Wikipédia : il faut le « wikifier ».
Les points d'amélioration suivants sont les cas les plus fréquents. Le détail des points à revoir est peut-être précisé sur la page de discussion.
- Les titres sont pré-formatés par le logiciel. Ils ne sont ni en capitales, ni en gras.
- Le texte ne doit pas être écrit en capitales (les noms de famille non plus), ni en gras, ni en italique, ni en « petit »…
- Le gras n'est utilisé que pour surligner le titre de l'article dans l'introduction, une seule fois.
- L'italique est rarement utilisé : mots en langue étrangère, titres d'œuvres, noms de bateaux, etc.
- Les citations ne sont pas en italique mais en corps de texte normal. Elles sont entourées par des guillemets français : « et ».
- Les listes à puces sont à éviter, des paragraphes rédigés étant largement préférés. Les tableaux sont à réserver à la présentation de données structurées (résultats, etc.).
- Les appels de note de bas de page (petits chiffres en exposant, introduits par l'outil «  Source ») sont à placer entre la fin de phrase et le point final[comme ça].
- Les liens internes (vers d'autres articles de Wikipédia) sont à choisir avec parcimonie. Créez des liens vers des articles approfondissant le sujet. Les termes génériques sans rapport avec le sujet sont à éviter, ainsi que les répétitions de liens vers un même terme.
- Les liens externes sont à placer uniquement dans une section « Liens externes », à la fin de l'article. Ces liens sont à choisir avec parcimonie suivant les règles définies. Si un lien sert de source à l'article, son insertion dans le texte est à faire par les notes de bas de page.
- La présentation des références doit suivre les conventions bibliographiques. Il est recommandé d'utiliser les modèles {{Ouvrage}}, {{Chapitre}}, {{Article}}, {{Lien web}} et/ou {{Bibliographie}}. Le mode d'édition visuel peut mettre en forme automatiquement les références.
- Insérer une infobox (cadre d'informations à droite) n'est pas obligatoire pour parachever la mise en page.

Pour une aide détaillée, merci de consulter Aide:Wikification.
Si vous pensez que ces points ont été résolus, vous pouvez retirer ce bandeau et améliorer la mise en forme d'un autre article.
Eleanor Beardsley est une journaliste et correspondante basée à Paris qui couvre beaucoup de divers aspects de la vie en France — la société française, la politique, l'économie, la culture, l'histoire, les affaires, le sport et la gastronomie — pour National Public Radio, qui est le principal réseau de radiodiffusion non commercial et de service public des États-Unis. Elle effectue des reportages pour NPR à Paris depuis 2004. Au fil des ans, son travail a évolué et s'est étendu au-delà de la France, ce qui a fait d'elle « un élément essentiel de l'équipe de journalistes de NPR en Europe », dont les émissions couvrent souvent des questions et des événements clés au sein de l'Union européenne et en Europe en général.
Elle a parfois couvert des événements survenus en dehors de l'Europe, notamment les soulèvements pro-démocratiques de la révolution du Printemps arabe en 2011 dans le pays nord-africain de la Tunisie, où elle a couvert le renversement de l'autocrate Zine el-Abidine Ben Ali.

## Ses premières années et ses études
Beardsley est l'aînée des trois enfants de ses parents et elle est leur seule fille. Elle et ses deux frères cadets ont grandi à Columbia (Caroline du Sud), où leur père, Ed Beardsley, était professeur d'histoire à l'université de Caroline du Sud. Selon Jenny Maxwell de Columbia Metropolitan Magazine, le professeur Beardsley « pouvait lire le français et il pouvait parler un peu » de la langue. C'était  sur son ordre qu'Eleanor a commencé à apprendre la langue française vers l'âge de dix ans en lisant la série des bandes dessinées Astérix dans sa langue d'origine. Elle a également dit les leçons de français nocturnes avec son père comme un élément important de ses premières bases en français. Lorsqu'elle avait douze ans, Beardsley a voyagé avec ses parents en France pendant un mois pour récompenser ses efforts dans l'étude du français. Cela a contribué à lui insuffler une passion à vie pour la langue, la culture et le peuple français.
Quand elle était étudiante à la WJ Keenan High School aux États-Unis, Beardsley a continué à étudier la langue et la culture françaises. Elle l'a ensuite étudiée au niveau de la licence à l'université.
Elle est titulaire d'une maîtrise en commerce international de l'Université de Caroline du Sud (1991) et d'une licence en histoire européenne et en français de l'université Furman. Elle est bilingue et parle couramment l'anglais et le français.

## Sa carrière
Avant son emploi actuel, Beardsley a occupé divers postes dans plusieurs secteurs d'activité. Elle a fait remarquer son expérience professionnelle variée, en déclarant à Maxwell de Columbia Metropolitan en 2018 : « Quand je regarde ma vie plutôt non planifiée et tous les emplois différents et disparates que j'ai eus, la seule constante à travers tout cela a été mon intérêt pour la France et mon désir de parler couramment le français un jour. » Maxwell affirme que Beardsley n'avait initialement « aucun plan délibéré pour obtenir cet emploi de rêve » en référence de sa poste à NPR.

### Avant 2004: la politique, la télévision et la radio
Au début de sa carrière, Beardsley a travaillé pendant trois ans comme assistante du sénateur Strom Thurmond à Washington. Elle acquiert ainsi une expérience directe de la politique qui, associée à sa maîtrise du français, lui permet d'obtenir un poste de productrice au bureau de Washington de la Télévision française 1. Elle a quitté le réseau au bout de quatre ans, car la politique de l'entreprise empêchait quiconque n'était pas français de travailler comme reporter pour TF1.